# Jacques-Alain Miller
Jacques-Alain Miller, född 14 februari 1944 i Châteauroux, är en fransk psykoanalytiker och författare. Han är medgrundare av École de la Cause freudienne och World Association of Psychoanalysis.